# Bī Abr
Bī Abr (persiska: بی ابر, Bī Abr-e Choqāmārān) är en ort i Iran.   Den ligger i provinsen Kermanshah, i den nordvästra delen av landet, 400 km väster om huvudstaden Teheran. Bī Abr ligger 1 368 meter över havet och antalet invånare är 574.
Terrängen runt Bī Abr är huvudsakligen kuperad, men åt sydväst är den bergig.Runt Bī Abr är det ganska tätbefolkat, med 185 invånare per kvadratkilometer. Närmaste större samhälle är Kāmyārān, 17,1 km nordost om Bī Abr. Trakten runt Bī Abr består till största delen av jordbruksmark.